# Freisinger Tagblatt
Das Freisinger Tagblatt ist eine regionale Tageszeitung mit Sitz im oberbayerischen Freising. Heute ist sie eine Lokalausgabe des Münchner Merkurs. Die verkaufte Auflage beträgt 10.064 Exemplare, ein Minus von 31,5 Prozent seit 1998.

## Geschichte

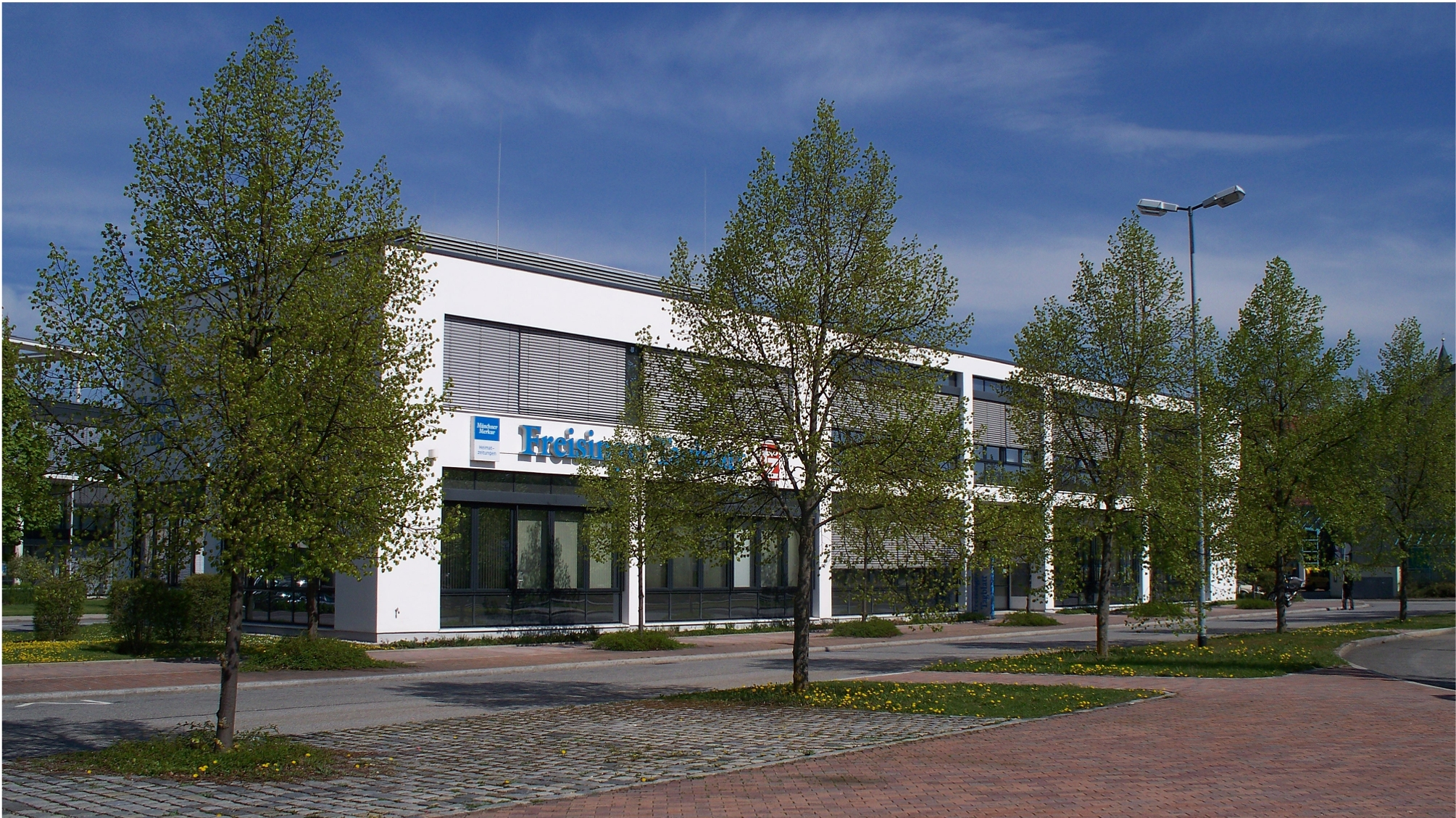
Redaktionsgebäude des Freisinger Tagblatts in Freising

Nach der Übernahme des Hochstifts Freising durch Bayern ersteigerte der fürstbischöfliche Rentmeister a. D. Schadenfroh die bischöfliche Druckerei, in der 1804 das erste Freisinger Lokalblatt erschien: das "Freisinger Wochenblatt". Schon Ende 1804 verkaufte Schadenfroh die Druckerei für 600 Gulden an Thomas Müller, der als erfolgreicher Verleger im Jahr 1837 starb. Unter seinem Nachfolger Franz Paul Datterer wurde aus Wochenblatt das täglich erscheinende Tagblatt. Sein Sohn Franz Paul Datterer jun., nach seinem Tod 1905 seine Frau Babette und schließlich Tochter Betty Müller leiteten die Geschäfte. Während des Nationalsozialismus wurde das Tagblatt gleichgeschaltet. Nach dem Krieg erschien das Freisinger Tagblatt erst 1948 wieder. 1968 wurde das Tagblatt als Lokalausgabe mit dem Münchner Merkur vereinigt. Im Februar 1982 kaufte der Verleger Dirk Ippen das Unternehmen. Heute ist das "Freisinger Tagblatt" die meistgelesene Tageszeitung im Landkreis Freising.

## Auflage
Das Freisinger Tagblatt hat wie die meisten deutschen Tageszeitungen in den vergangenen Jahren an Auflage eingebüßt. Die verkaufte Auflage ist in den vergangenen 10 Jahren um durchschnittlich 2,4 % pro Jahr gesunken. Im vergangenen Jahr hat sie um 4,1 % abgenommen. Sie beträgt gegenwärtig 10.064 Exemplare. Der Anteil der Abonnements an der verkauften Auflage liegt bei 89,6 Prozent. 
| 1998  | 1999  | 2000  | 2001  | 2002  | 2003  | 2004  | 2005  | 2006  | 2007  | 2008  | 2009  | 2010  | 2011  | 2012  | 2013  | 2014  | 2015  | 2016  | 2017  | 2018  | 2019  | 2020  | 2021  | 2022  | 2023  | 2024  |
| ----- | ----- | ----- | ----- | ----- | ----- | ----- | ----- | ----- | ----- | ----- | ----- | ----- | ----- | ----- | ----- | ----- | ----- | ----- | ----- | ----- | ----- | ----- | ----- | ----- | ----- | ----- |
| 14684 | 14900 | 15094 | 15022 | 14749 | 14519 | 14492 | 14475 | 14290 | 13904 | 14023 | 13940 | 13676 | 13575 | 13475 | 13213 | 12880 | 12714 | 12391 | 12152 | 11862 | 11601 | 11466 | 11218 | 10762 | 10491 | 10064 |